# بيت النجار (الرجم)

تعديل مصدري - تعديل

بيت النجار هي إحدى قرى عزلة بني الغذيفي بمديرية الرجم التابعة لمحافظة المحويت، بلغ تعداد سكانها 754 نسمة حسب تعداد اليمن لعام 2004.